# الهند الغربية الإسبانية
جزر الهند الغربية الإسبانية أو منطقة الكاريبي الإسبانية أو جزر الأنتيل الإسبانية (بالإسبانية: Las Antillas Occidentales)‏ كانت أراضي إسبانية في منطقة البحر الكاريبي. كانت الحكومة الإسبانية تسمي الجزر مسمى "جزر الهند"، وأشرف عليها مجلس جزر الهند الذي تأسس عام 1524 وكان مقره في إسبانيا.
أصبحت جزر الكاريبي في عام 1535 تحت ولاية منصب نائب الملك في إسبانيا الجديدة المنشأة حديثًا. شملت الجزر التي كانت تحت الحكم الإسباني جزر الأنتيل الكبرى وهي: هيسبانيولا (التي تضم الآن هايتي وجمهورية الدومينيكان) وكوبا وجامايكا وبورتوريكو. اختفى معظم سكان الجزر الأصليين شعب التاينو بحلول عام 1520 فإما ماتوا أو اختلطوا مع المستعمرين الأوروبيين. كما طالبت إسبانيا بجزر الأنتيل الصغرى إلا أنها لم تتبع لإسبانيا إلا للفترات قصيرة ثم تنازلت عنها لقوى أوروبية أخرى بسبب للحروب أو الاتفاقيات الدبلوماسية في القرنين السابع عشر والثامن عشر.
حمل الملوك الأسبان لقب ملك إسبانيا وجزر الهند، من تشارلكان (أوائل القرن السادس عشر) حتى فرناندو السابع ملك إسبانيا (أوائل القرن التاسع عشر ) التي خسر فيها النظام الملكي الأسباني في عهده جميع أراضيها الأمريكية تقريبًا. تلقى كريستوفر كولومبوس من الملكان الكاثوليكيان إيزابيلا الأولى ملكة قشتالة وفرناندو الثاني لقب أميرال جزر الهند والذي لا يزال أحفاده يحمله.